# هرختس
هَرَختس (به انگلیسی: Harakhtes) از ایزدان مصر باستان و از خانواده اوزیریس به‌شمار میرود.شکل یونانی هرخت، به معنی " هوروس افق‌ها " است. او نمودگار خورشید و مسیر روزانه ی آن میان افق خاور و باختر است. نخست با رع اشتباه می شد، اما بعدها به‌طور متوالی جانشین همهٔ نقش‌های رع گردید تا آن که رع به نوبه ی خویش همهٔ لقب‌های هوروس را از آن خود کرد و با نام رع - هرخت در سراسر مصر آوازه یافت.